# Tyler Naquin
Tyler Wesley Naquin (ur. 24 kwietnia 1991) – amerykański baseballista występujący na pozycji zapolowego w Cleveland Indians.

## Przebieg kariery

### College
W czerwcu 2009 został wybrany w 33. rundzie draftu przez Baltimore Orioles, jednak nie podpisał kontraktu z organizacją tego klubu, gdyż zdecydował się podjąć studia na Texas A&M University, gdzie w latach 2010–2012 grał w drużynie uczelnianej Texas A&M Aggies. W sezonie 2011 wystąpił w 68 meczach, w których uzyskał najlepszą w NCAA średnią odbić (0,381) i był liderem w zespole pod względem liczby runów (68), double'ów (23), triple'ów (7), baz za darmo (29) i wszystkich baz ogółem (147). Od 30 marca 2011 do 14 maja 2011 zanotował 27-meczową serię, w której zaliczył przynajmniej jedno uderzenie. Ponadto został wybrany najlepszym zawodnikiem roku konferencji Big 12.

### Cleveland Indians
W czerwcu 2012 został wybrany w pierwszej rundzie draftu z numerem 15. przez Cleveland Indians. Zawodową karierę rozpoczął w Mahonning Valley Scrappers (poziom Class A-Short Season), następnie w 2013 grał w Carolina Mudcats (Class A-Advanced) i Akron Aeros (Double-A). Sezon 2014 spędził w Akron Aeros, a 2014/2015 w Gigantes del Cibao, występującym w dominikańskie lidze zimowej. Sezon 2015 rozpoczął od występów w Akron, a 9 czerwca 2015 otrzymał promocję do Columbus Clippers (Triple-A).
W Major League Baseball zadebiutował 5 kwietnia 2016 w meczu przeciwko Boston Red Sox jako pinch hitter. W czerwcu i lipcu 2016 został wybrany najlepszym debiutantem miesiąca w American League. 19 sierpnia 2016 w meczu z Toronto Blue Jays rozegranym na Progressive Field, został drugim w historii klubu zawodnikiem, który zdobył dającego zwycięstwo inside-the-park home runa. Pierwszym był Braggo Roth, który dokonał tego 13 sierpnia 1916 w spotkaniu z St. Louis Browns.